# Pilea floridana
Pilea floridana es una especie de planta del género Pilea, perteneciente a la familia Urticaceae.

## Taxonomía
Pilea floridana fue descrita por Ignatz Urban en 1930.

## Distribución
Se encuentra en el territorio de Cuba.